# Schwicker Bruno
Schwicker Bruno (Nagybecskerek, 1860. szeptember 22. – Budapest, Ferencváros, 1943. május 6.) bölcseleti doktor, főreáliskolai tanár, középiskolai igazgató, Schwicker Alfréd testvérbátyja.

## Életútja
Dr. Schwicker János Henrik és Nack Ilona fia. Tanulmányait Budapesten, Bécsben, Lipcsében és Berlinben végezte. 1881-ben bölcselet-doktori, majd 1883-ban tanári vizsgát tett (történelem, földrajz), s ezután 1884-ben mint próbaéves, 1886-tól mint helyettes tanár működött a budapesti V. kerületi főgimnáziumnál. 1890-ben rendes tanár lett az V. kerületi állami főreáliskolánál. Munkatársa volt hazai és külföldi szak- és kritikai lapoknak. Halálát agyvérzés okozta.

## Munkái
- Az utolsó Cilley grófok és viszonyuk Magyarországhoz, egy származási táblával. Bpest, 1881. (Doktori értekezés.)
- Magyarország története képekben. U. ott, 1888.
- Általános földrajz, különös tekintettel az osztrák-magyar monarchiára. U. ott, 1890. (Atyjának Sch. János Henrik munkájának új kiadása. 7. teljesen átdolgozott kiadás. U. ott, 1893.)
- A térképrajzolás és olvasás. U. ott, 1892.
- Földrajz a polgári iskolák számára. U. ott, 1896. Két kötet. (Sch. J. H. munkája, 7. és 8. teljesen átdolg. kiadás.)
- Bártfa, Vajda-Hunyad, Jaák, Lőcse műtörténeti leírása. (Történeti faliképek), 1896.
- A szent korona története. U. ott, 1896.
- Földrajz a középiskolák használatára... I. kötet. Előismeretek és Magyarország leírása. U. ott, 1899. (Jablonszky Jánossal együtt.)
- Földrajz. A felsőbb leányiskolák használatára. U. ott, 1902. (Két kötet 256 képpel és 42 színes térképpel.

## Forrás
- Szinnyei József: Magyar írók élete és munkái XII. (Saád–Steinensis). Budapest: Hornyánszky. 1908.